# Golfingiida
Golfingiida, còn được gọi là Golfingiiformes, là một bộ giun biển đối xứng hai bên. Trong bộ này, các xúc tu tạo thành một vòng tròn quanh miệng, trong khi xúc tu của đơn vị phân loại chị em Phascolosomatidea chỉ được tìm thấy phía trên miệng. Hầu hết các loài trong bộ này đào hang trong chất nền nhưng một số sống trong lớp vỏ rỗng của động vật chân bụng.

## Phân loại
Bộ này là một bộ của lớp Sipuncula (trước đây được coi là một ngành) và chứa các họ sau:
- Golfingiidae [6][7]
- Phascolionidae [8]
- Sipunculidae Rafinesque, 1814
- Themistidae [9]